# Rainbows End
Rainbows End é um livro do gênero romance pós-cyberpunk, escrito por Vernor Vinge na língua original inglês.
Lançado em 16 de maio de 2006 nos Estados Unidos.

## Conteúdo
A narrativa é ambientada em San Diego, Califórnia, em 2025, em uma variação do mundo fictício que Vinge explorou em sua novela premiada com Hugo em 2002, "Fast Times no Fairmont High" e "Synthetic Serendipity" de 2004. Vinge tem planos provisórios para uma sequela, pegando alguns dos fios soltos deixados no final do romance. Os muitos avanços tecnológicos descritos no romance sugerem que o mundo está passando por uma mudança cada vez maior, seguindo a singularidade tecnológica, um assunto recorrente na ficção de ficção e não-ficção de Vinge.
Graças aos avanços da tecnologia médica, Robert Gu está se recuperando lentamente da doença de Alzheimer. À medida que suas faculdades voltam, Robert (que sempre foi tecnofóbico) deve se adaptar a um mundo diferente, onde quase todos os objetos estão em rede e a tecnologia da realidade mediada é comum. Robert, ex-poeta de renome mundial, mas com uma personalidade notoriamente mesquinha, deve também aprender como mudar e como reconstruir relacionamentos com sua família distante. Ao mesmo tempo, Robert e sua neta Miri são atraídos para uma complexa trama envolvendo um oficial de inteligência traidor, um intelecto de competência assustadora (e possivelmente sobre-humana) escondida atrás de um avatar de um coelho antropomórfico e uma nova tecnologia de controle da mente com profundas implicações.

### Realidade aumentada
No romance, a realidade aumentada é dominante, com os humanos interagindo com sobreposições virtuais da realidade quase o tempo todo. Isso é feito por meio do uso de roupas inteligentes que fornecem reconhecimento de gestos e lentes de contato que podem sobrepor e substituir o que o olho normalmente veria com gráficos de computador, usando a avançada tecnologia de exibição de retina virtual (VRD). Além disso, o feedback tátil é possível ao sobrepor elementos gráficos em uma máquina física, como um robô. Este aumento da realidade é usado para uma variedade de propósitos:
- Comercial (grandes áreas de jogos vendem ambientes de jogos misturados com haptics). O Cheapnet, um serviço de nível de entrada gratuito oferecido por fornecedores comerciais de soluções de jogos, também pode, em princípio, ser usado para coordenar representações em rede de realidade aumentada em todo o mundo. No entanto, o jitter e a latência são problemas consideráveis com essa rede básica quando há longas distâncias envolvidas. No romance, Robert Gu desenvolve um algoritmo que compensa parcialmente essas deficiências técnicas e pode finalmente permitir a inclusão de haptics.
- Funcional (trabalhadores de manutenção, por exemplo, têm acesso a um projeto ou esquema de praticamente qualquer local ou objeto em sua área de responsabilidade)
- Comunicação (os personagens do romance usam o chat de vídeo ao vivo e podem enviar e receber "mensagens silenciosas", uma ação conhecida como "sming", através de seus VRDs). Os indivíduos podem ser alcançados através de um identificador pessoal exclusivo implementado globalmente, o ENUM.
- Médico (os médicos têm acesso aos sinais vitais de um paciente)

Há personagens que optam por não "usar" essas sobreposições virtuais, em vez de usar laptops, considerados relíquias no romance. A habilidade de um usuário em gerenciar e produzir realidade aumentada se manifesta nos detalhes do aumento. Por exemplo, um personagem pode projetar-se em uma sala diferente, mas as sombras projetadas por essa aparição, ou a colisão entre o personagem e a mobília na sala podem revelar a aparição.

### Círculos de crença
Há muitas realidades para escolher no romance; no entanto, o maior e mais robusto deles é construído por grandes bases de usuários na forma de um wiki ou Second Life. A confederação de usuários que contribuem para o mundo virtual é chamada de círculo de crenças. Vários círculos de crenças são apresentados no romance, incluindo mundos baseados em autores como H. Lovecraft, Terry Pratchett e o fictício Jerzy Hacek. Também são mencionados mundos baseados na obra de M. C. Escher e empresas de entretenimento fictícias como Spielberg Rowling. A peça do conjunto Egan Soccer também pode ser vista como um tipo de Círculo de Crenças inscrito.

### Segurança
Como no outro trabalho de Vinge, o conceito de segurança em um mundo cada vez mais digital / virtual, com computação onipresente, é um tema importante do romance. Examina as implicações da rápida mudança tecnológica que fortalece tanto os indivíduos insatisfeitos que ameaçariam perturbar a sociedade quanto aqueles que procurariam impedi-los, e as implicações para a velha questão "quem observa os observadores" na interação entre a vigilância ( supervisão) e vigilância (visão de fundo). Embora o 11 de setembro seja mencionado apenas uma vez, tendo sido suplantado nas mentes dos personagens pela história mais recente, seu impacto geral é inconfundível; Bob Gu reflete imediatamente: "Chicago já passou mais de uma década. Não houve um ataque nuclear bem-sucedido nos EUA ou em qualquer outra organização do tratado em mais de cinco anos".

### Personagens
- Robert Gu - ex-professor emérito de Inglês, sobrevivente de Alzheimer e aluno da Fairmont High School
- Lena Gu - esposa de Robert
- Robert Gu, Jr. (Bob) - filho de Robert Gu, tenente-coronel e oficial da guarda nos fuzileiros navais dos EUA
- Alice Gong Gu - esposa de Bob Gu, coronel e auditor nos fuzileiros navais dos EUA
- Miri Gu - filha de 13 anos de Bob e Alice Gu, aluna da Fairmont High School e co-conspiradora de Robert Gu
- Juan Orozco - aluno da Fairmont High School (14 anos) e consultor técnico da Robert Gu
- Xiu Xiang - ex-professor de Ciência da Computação e aluno do Fairmont High School
- Winston Blount - ex-reitor da UC San Diego, colega / rival de Robert Gu e aluno da Fairmont High School
- Zulfikar Sharif - estudante de pós-graduação em literatura do Estado do Oregon que está escrevendo uma tese sobre os trabalhos de Robert Gu.
- Alfred Vaz - chefe da Agência de Inteligência Externa da Índia
- Günberk Braun - agente do European Union Intelligence Board
- Keiko Mitsuri - agente de inteligência japonês
- Mr. Rabbit / Mysterious Stranger - intelecto não identificado, aparecendo como um coelho para Vaz, Braun e Mitsuri, e como uma voz apenas para Robert Gu

## Publicação
O livro foi lançado em 16 de maio de 2006 . A capa foi ilustrada por Stephan Martinière.

## Recepção
O livro foi premiado com prémio Hugo de Melhor Romance, em 2007, e com o Locus Award for Best Science Fiction Novel, também em 2007.